# 飯田市川本喜八郎人形美術館
飯田市川本喜八郎人形美術館（いいだしかわもときはちろうにんぎょうびじゅつかん）は、長野県飯田市にある川本喜八郎に関する美術館。飯田市地域人形劇センターとして位置づけられ、人形劇に関する資料を保存及び展示することにより、人形劇に関する情報発信及び人形劇公演や人形劇講座による多様な交流の機会を提供し、併せて市民の教養、学術及び文化の向上発展に資することを目的とする。

## 概要
人形アニメーション監督であった川本喜八郎がNHK『人形劇 三国志』（1982年10月2日-1984年3月24日に放映）の人形美術を担当した際に製作された人形を主に、川本に関する多くの貴重な作品を展示している。
川本は1990年に、飯田市で毎年開催される人形劇カーニバル飯田（現在のいいだ人形劇フェスタ）での『人形劇 三国志』公演のために、初めて飯田市を訪れた。その後も度々飯田を訪れ、古くから人形芝居を継承する人形劇のまちである飯田、また人々の人形に対する情熱に感銘を深く受けた。そして「人形たちに一番ふさわしい場所」として、『人形劇 三国志』『人形歴史スペクタクル 平家物語』などに使われた人形を飯田市へと寄贈するに至った。
飯田市は「人形劇のまち」として人形劇文化のさらなる振興、交流のための新たな拠点として、当館を建設。川本が館長に就任し、2007年3月25日にオープンした。

## 展示
- 人形劇 三国志
- 人形歴史スペクタクル 平家物語
- 人形アニメーション
  - 「連句アニメーション「冬の日」」「花折り」「火宅」の人形を展示。
- 川本喜八郎追悼展
  - 「川本喜八郎と飯田〜20年の軌跡」
  - 「田村 実写真展」

約200体を展示。うち60-80が「三国志」のもの。それぞれ一定期間で展示替えを行っている。

## 館内
鉄筋コンクリート構造3階建てで飯田信用金庫本店と繋がった構造になっている。
- 1階…美術館収蔵庫（一般立入禁止）。
  - 美術館裏口（北側）に収蔵庫への搬入口がある。2階の美術館入口への階段の手前には飯田市商業観光課『まちなかインフォメーションセンター』がある。
- 2階…美術館入口・映像ホール・サロン。
  - 美術館入口は階段を上った2階にある（エレベーター有）。美術館入口横には飯田信用金庫本店大会議室への入口もある。エントランスゾーンには110cmの諸葛孔明像を展示（オープン時は関羽）。
- 3階…展示室・スタジオ。
  - 3階が有料ゾーンとなり、入場券が必要。2階のみを利用する場合は入場券を購入する必要はない。

## 利用情報
- 開館時間 - 9:30-18:30[1]（入館は18:00まで）
  - 映像ホール、交流ゾーンは22:00まで[1]
  - いいだ人形劇フェスタ期間中は開館時間が拡大される。
- 休館日 - 毎週水曜日、および年末年始[1]
- 交通アクセス
  - JR飯田線飯田駅および高速バス「飯田駅前」より徒歩12分
  - 中央自動車道飯田ICより約8分

## 周辺
- りんご並木
- 飯田市立動物園
- 飯田城跡
- 飯田市美術館博物館
- 市営本町駐車場
- 飯田市地域交流センター（りんご庁舎）
- 人形とけい塔「ハミングパル」